# 八锹新之介
八锹新之介（日语：／ Yakuwa Shinnosuke，1981年—），又译八锹新之助，是日本的男性作画监督、动画导演。生于位于北海道东南部的带广市，毕业于带广市私立带广第八中学、北海道带广市柏叶高等学校、日本大学艺术学部放送学科。其母親是带广市教育委員会教育長八鍬祐子。哥哥是剧作家演出家八鍬健之介。2005年加盟SHIN-EI动画，参加制作其旗下的《哆啦A梦》《蜡笔小新》等作品。

## 参加制作

### 电视动画
- 哆啦A梦（2005年水田版）[4]

### 电影
- 哆啦A夢系列
  - 第26部：《大雄的恐龍2006》（2006年）
  - 第27部：《大雄的新魔界大冒險～7人魔法使～》（2007年）
  - 第28部：《大雄與綠之巨人傳》（2008年）
  - 第29部：《新·大雄的宇宙開拓史》（2009年）
  - 第33部：《大雄的秘密道具博物館》[5]（2013年）
  - 第34部：《新·大雄的大魔境》（2014年）
  - 第35部：《大雄之宇宙英雄記》[5]（2015年）
  - 第36部：《新·大雄的日本誕生》（2016年）
  - 第38部：《大雄的金银岛》（2018年）
  - 第39部：《大雄的月球探測記》（2019年）
- 《哆啦A夢與大耳鼠：惠理喜歡的愛情保衛大作戰》[6] [注 1]（2016年）
- 《窗邊的小豆豆》（2023年）

### Web动画
- 《蜡笔小新外传：玩具大战》（2016年）

## 讲座
| 讲座日期      | 讲座主题 | 讲座主题                   | 备注                 |
| 讲座日期      | 日文     | 中译                       | 备注                 |
| ------------- | -------- | -------------------------- | -------------------- |
| 2016年3月21日 |          | 让市民学习电影制作的讲座   | 讲师                 |
| 2016年6月4日  |          | 富山县电影节               | 以来宾的形式登上讲台 |
| 2016年7月24日 |          | 能行的！发现更多梦想的项目 | 讲师                 |